# Gastrosaccus kempi
Gastrosaccus kempi är en kräftdjursart som beskrevs av W. Tattersall 1922. Gastrosaccus kempi ingår i släktet Gastrosaccus och familjen Mysidae. Inga underarter finns listade i Catalogue of Life.